# Карпенко Олена Георгіївна
Карпенко Олена Георгіївна — докторка педагогічних наук, професорка, завідувачка кафедри теорії та технології соціальної роботи Національного педагогічного університету імені М. П. Драгоманова, професорка кафедри педагогіки та психології професійної освіти Гуманітарного інституту Національного авіаційного університету.

## Біографія
Народилася 26 листопада 1966 р. в м. Києві.
1988 р. — закінчила Київський державний педагогічний інститут ім. О. М. Горького (наразі, НПУ ім. М. П. Драгоманова) за спеціальністю «вчитель історії та суспільствознавства».

1987 р. — працювала вчителькою історії та суспільствознавства у вищому училищі олімпійського резерву. 

1996 р. -1999 р. навчалася в стаціонарній аспірантурі Національного педагогічного університету імені М. П. Драгоманова

1999 р. — викладачка кафедри соціальної педагогіки НПУ імені М. П. Драгоманова.

2003 р. — доцентка кафедри соціальної роботи та управління.

2005 р. — завідувачка кафедри теорії та технології соціальної роботи НПУ ім. М. П. Драгоманова.

2010 р. — професорка кафедри педагогіки та психології професійної освіти Національного авіаційного університету (за сумісництвом).

## Наукові досягнення
Наукові дослідження пов'язані з професійною підготовкою соціальних працівників та педагогів, а також проблемами професійної підготовки соціальних працівників в Україні.
У 1999 р. захистила кандидатську дисертацію за темою «Соціальне становлення особистості підлітка в тимчасових об'єднаннях за інтересами» на здобуття наукового ступеня кандидат педагогічних наук.

У 2008 році захистила докторську дисертацію «Професійна підготовка соціальних працівників в умовах університетської освіти».

## Нагороди і почесні звання
Має такі нагороди:

2004 р. — Почесна грамота Міністерства освіти і науки України;

2006 р. — почесна грамота Міністерства України у справах молоді та спорту;

2005 р. — нагрудний знак «Відмінник освіти України».

2015 р. — почесне звання «Заслужений працівник освіти України».

## Наукова робота
Карпенко О. Г. — авторка близько 89 публікацій. Серед них:
- Карпенко О. Г. Професійне становлення соціального працівника: Навчально-методичний посібник. — К.: ДЦССМ, 2004. — 164 с.[4] <
- Карпенко О. Г. Формування здорового способу життя молоді: Навчально-методичний посібник для працівників соціальних служб для сім'ї, дітей та молоді. — Кн.13. / За заг. ред. О. О. Яременко, О. Г. Карпенко — К.: Укр. ін-т соціальних досліджень, 2005. — 116 с.
- Карпенко О. Г. Соціальна робота: Навчально-методичний комплекс / За ред. В. П. Андрущенко, О. Г. Карпенко, С. В. Толстоухової. — К.: НПУ імені М. П. Драгоманова, 2006. — 400 с.
- Карпенко О. Г. Соціальний працівник: деякі аспекти професійної підготовки: Навчально-методичний посібник. — К. ДІРСМ, 2007. — 144 с.
- Карпенко О. Г. Вступ до спеціальності: навчальний посібник. — К.: «Слово», 2011. — 248 с.[5]